# Lista de episódios de Neon Genesis Evangelion

Neon Genesis Evangelion é uma série de anime produzida pela Gainax e a Tatsunoko Production. Foi ao ar de 4 de outubro de 1995 a 27 de março de 1996, na TV Tokyo.

## Episódios
Cada episódio possui dois títulos: um é o título original em japonês e o segundo é um título em inglês escolhido pelo próprio estúdio japonês Gainax e aparece como uma chamada visual. Na maioria das vezes, o título em inglês oficial não é uma tradução direta do título japonês. Por exemplo, a tradução direta do título japonês do episódio 2 é "Tetos Desconhecidos", mas o título em inglês é "The Beast" (lit.  "A Besta"). Às vezes, no entanto, os dois títulos são semelhantes ou exatamente iguais, como foi o caso do primeiro episódio "Angel Attack". O lançamento da Netflix de 2019 usa a tradução direta dos títulos japoneses, que são os mostrados abaixo.
| N.º | Título original                                                                                                 | Título em português                                                                  | Dirigido por                                            | Escrito por                   | Storyboard por                       | Exibição original       | Audiência |
| --- | --- | ------------------------------------------------------------------------------------ | ------------------------------------------------------- | ----------------------------- | ------------------------------------ | ----------------------- | --------- |
| 1   | "Angel Attack" "Shito, shūrai (使徒、襲来)"                                                                     | - BR Ataque do anjo - PT O ataque dos Anjos                                          | Kazuya Tsurumaki                                        | Hideaki Anno                  | Hideaki AnnoMasayuki                 | 4 de outubro de 1995    | 6,8%      |
| 2   | "The Beast" "Mishiranu, tenjō (見知らぬ、天井)"                                                                 | - BR Ambiente desconhecido - PT Um teto desconhecido                                 | Kazuya Tsurumaki                                        | Hideaki AnnoYōji Enokido      | Hideaki AnnoMasayuki                 | 11 de outubro de 1995   | 5,3%      |
| 3   | "A Transfer" "Naranai, denwa (鳴らない、電話)"                                                                  | - BR Telefone silencioso - PT O telefone mudo                                        | Hiroyuki Ishidō                                         | Hideaki AnnoAkio Satsukawa    | Kazuya TsurumakiHiroyuki Ishidō      | 18 de outubro de 1995   | 7,1%      |
| 4   | "Hedgehog's Dilemma" "Ame, nigedashita ato (雨、逃げ出した後)"                                                  | Chuva depois da fuga                                                                 | Tsuyoshi Kaga                                           | Akio Satsukawa                | Jun'ichi Satō                        | 25 de outubro de 1995   | 5,8%      |
| 5   | "Rei I" "Rei, kokoro no mukō ni (レイ、心のむこうに)"                                                           | - BR "Rei, além de seu coração". - PT Rei, além do coração                           | Keiichi Sugiyama                                        | Hideaki AnnoAkio Satsukawa    | Jun'ichi Satō                        | 1 de novembro de 1995   | 7,2%      |
| 6   | "Rei II" "Kessen, daisan shin Tōkyō-shi (決戦、第3新東京市)"                                                    | - BR Confronto em Neo Tóquio Três - PT A batalha de Tóquio-3                         | Hiroyuki Ishidō                                         | Hideaki AnnoAkio Satsukawa    | Masayuki                             | 8 de novembro de 1995   | 7,7%      |
| 7   | "A Human Work" "Hito no tsukurishimono (人の造りしもの)"                                                        | - BR A criação humana - PT Obra do Homem                                             | Keiichi Sugiyama                                        | Hideaki AnnoYōji Enokido      | Keiichi SugiyamaHideaki Anno         | 15 de novembro de 1995  | 5,9%      |
| 8   | "Asuka Strikes!" "Asuka, rainichi (アスカ、来日)"                                                               | - BR Asuka ataca! - PT Asuka chega ao Japão                                          | Kazuya Tsurumaki                                        | Hideaki AnnoYōji Enokido      | Shinji Higuchi                       | 22 de novembro de 1995  | 7,6%      |
| 9   | "Both of You, Dance Like You Want to Win!" "Shunkan, kokoro, kasanete (瞬間、心、重ねて)"                       | - BR Momento de união de mentes - PT Momento de união                                | Seiji Mizushima                                         | Hideaki AnnoAkio Satsukawa    | Shinji Higuchi                       | 29 de novembro de 1995  | 7,1%      |
| 10  | "Magmadiver" "Magumadaibā (マグマダイバー)"                                                                     | - BR Inferno de magma! - PT Mergulho no magma                                        | Tsuyoshi KagaHiroyuki Ishidō                            | Hideaki AnnoAkio Satsukawa    | Tsuyoshi KagaHideaki Anno            | 6 de dezembro de 1995   | 9,5%      |
| 11  | "The Day Tokyo-3 Stood Still" "Seishishita yami no naka de (静止した闇の中で)"                                  | - BR Na escuridão silenciosa - PT Na escuridão                                       | Tetsuya Watanabe                                        | Hideaki AnnoYōji Enokido      | Masayuki                             | 13 de dezembro de 1995  | 9,0%      |
| 12  | "She said, 'Don't make others suffer for your personal hatred.'" "Kiseki no kachi wa (奇跡の価値は)"            | O valor de um milagre                                                                | Hiroyuki Ishidō                                         | Hideaki AnnoAkio Satsukawa    | Masayuki                             | 20 de dezembro de 1995  | 7,4%      |
| 13  | "Lilliputian Hitcher" "Shito, shinnyū (使徒、侵入)"                                                             | - BR A invasão dos anjos - PT Os Anjos invadem                                       | Tensai Okamura                                          | Hideaki AnnoMitsuo Iso        | Tensai Okamura                       | 27 de dezembro de 1995  | 3,4%      |
| 14  | "Weaving a Story" "Zēre, tamashii no za (ゼーレ、魂の座)"                                                       | - BR SEELE, um lugar para a alma! - PT Seele, o trono da alma                        | Masahiko ŌtsukaKen Andō                                 | Hideaki Anno                  | Hideaki Anno                         | 3 de janeiro de 1996    | 0,9%      |
| 15  | "Those women longed for the touch of others' lips, and thus invited their kisses." "Uso to chinmoku (嘘と沈黙)" | Mentiras e silêncio                                                                  | Naoyasu Habu                                            | Hideaki AnnoAkio Satsukawa    | Jun'ichi Satō                        | 10 de janeiro de 1996   | 6,0%      |
| 16  | "Splitting of the Breast" "Shi ni itaru yamai, soshite (死に至る病、そして)"                                    | - BR Doença até a morte - PT O desespero, e depois...                                | Kazuya Tsurumaki                                        | Hideaki AnnoHiroshi Yamaguchi | Kazuya Tsurumaki                     | 17 de janeiro de 1996   | 9,4%      |
| 17  | "Fourth Child" "Yoninme no tekikakusha (四人目の適格者)"                                                        | - BR A quarta criança - PT O quarto qualificado                                      | Minoru Ōhara                                            | Hideaki AnnoShinji Higuchi    | Akira Oguro                          | 24 de janeiro de 1996   | 7,3%      |
| 18  | "Ambivalence" "Inochi no sentaku o (命の選択を)"                                                                | - BR O julgamento da vida - PT Decisões de vida ou morte                             | Tensai Okamura                                          | Hideaki AnnoShinji Higuchi    | Tensai Okamura                       | 31 de janeiro de 1996   | 9,6%      |
| 19  | "Introjection" "Otoko no tatakai (男の戰い)"                                                                    | - BR A luta de um homem - PT A guerra de um homem                                    | Masayuki                                                | Hideaki AnnoAkio Satsukawa    | Masayuki                             | 7 de fevereiro de 1996  | 8,0%      |
| 20  | "Weaving a Story 2: oral stage" "Kokoro no katachi, hito no katachi (心のかたち 人のかたち)"                    | - BR Forma da mente, forma de homem - PT Forma da mente, forma do Homem              | Masahiko Ōtsuka                                         | Hideaki Anno                  | Kazuya TsurumakiHideaki Anno         | 14 de fevereiro de 1996 | 7,4%      |
| 21  | "He was aware that he was still a child." "Nerufu, tanjō (ネルフ、誕生)"                                        | O nascimento da Nerv                                                                 | Hiroyuki Ishidō (TV)Masahiko Ōtsuka, Shunji Suzuki (DC) | Hideaki AnnoAkio Satsukawa    | Jun'ichi Satō                        | 21 de fevereiro de 1996 | 7,7%      |
| 22  | "Don't Be." "Semete, ningen rashiku (せめて、人間らしく)"                                                       | - BR Pelo menos, seja humano - PT Pelo menos, sê humano                              | Akira Takamura (TV)Kazuya Tsurumaki (DC)                | Hideaki AnnoHiroshi Yamaguchi | Kazuya Tsurumaki                     | 28 de fevereiro de 1996 | 7,9%      |
| 23  | "Rei III" "Namida (涙)"                                                                                         | Lágrimas                                                                             | Shōichi Masuo                                           | Hideaki AnnoHiroshi Yamaguchi | Kazuya TsurumakiHideaki Anno         | 6 de março de 1996      | 6,9%      |
| 24  | "The Beginning and the End, or 'Knockin' on Heaven's Door'" "Saigo no shisha (最後のシ者)"                      | - BR O mensageiro final - PT O último mensageiro                                     | Masayuki                                                | Hideaki AnnoAkio Satsukawa    | Masayuki                             | 13 de março de 1996     | 6,0%      |
| 25  | "Do you love me?" "Owaru sekai (終わる世界)"                                                                    | O fim do mundo                                                                       | Kazuya Tsurumaki                                        | Hideaki Anno                  | Kazuya TsurumakiHideaki Anno         | 20 de março de 1996     | 7,7%      |
| 26  | "Take care of yourself" "Sekai no chūshin de "ai" o sakenda kemono (世界の中心でアイを叫んだけもの)"            | - BR A fera que gritou "eu" no coração do mundo - PT A fera que gritou "Eu" ao mundo | MasayukiKazuya Tsurumaki                                | Hideaki Anno                  | MasayukiKazuya TsurumakiHideaki Anno | 27 de março de 1996     | 10,3%     |